# باشگاه فوتبال بایرستد
باشگاه فوتبال بایرستد (به انگلیسی: Bearsted Football Club) یک باشگاه فوتبال در شهر بایرستد، کشور انگلستان است که در سال ۱۸۹۵ میلادی تأسیس شده‌است.